# Лагонісі
Лагоніссі (грец. Λαγονήσι, що означає «острів зайця») — приморський житловий район у південній частині Калівія-Торіку в Східній Аттиці. Він розташований недалеко від берега, на півострові у Саронічної затоки. Лагонісі знаходиться приблизно в 30 км на південний схід від Афін і в 35 км на північний захід від мису Суніо. Ресторанні заклади, кафетерії та бари розташовані переважно в центрі Лагонісі, недалеко від проспекту Калівіон (дорога, що з'єднує Лагонісі з Kalyvia Thorikou) Входить до складу Афінської агломерації.

## Освіта
Збільшення кількості нових жителів, особливо з південних передмість Афін, призвело до будівництва державних шкіл для дітей різного віку. Зокрема, за останні десятиліття тут було побудовано два дитячих садки, дві початкові школи, одну середню та одну старшу школу. Є також два приватних дитячих садка, один з яких англомовний.

## Транспорт
Грецька національна дорога 91 з'єднує Лагонісі з Афінами та Суніоном, тоді як дорога Торіку з'єднує Лагонісі з грецькою національною дорогою 89. OASA (Організація міського транспорту Афін) забезпечує регулярне цілорічне автобусне сполучення до/від станції метро Elliniko з позначенням 122. Середній час у дорозі між Лагонісі та станцією метро Elliniko становить близько 50 хвилин. Крім того, існує автобусне сполучення KTEL, що сполучає центр Афін з усією прибережною територією західної Аттики, від Палео Фаліро до мису Суніон. Міжмуніципальне автобусне сполучення, що курсує чотири-п'ять разів на день, з'єднує Лагонісі з Калівією Торіку. Також доступні послуги таксі.

## Спорт
У Лагонісі є критий баскетбольний/волейбольний майданчик, розташований поруч із середньою школою. Тут є численні відкриті баскетбольні та футбольні майданчики, тенісний корт і два майданчики для пляжного волейболу. Крім того, тут є тренажерний зал і багато критих зон, де проводяться уроки бойових мистецтв, йоги та аеробіки. Також на східній околиці громади розташований кінно-спортивний клуб «Святий Георгій».